# Franconia–Springfield (Metro de Washington)
Franconia–Springfield es una estación en la línea Azul del Metro de Washington, administrada por la Autoridad de Tránsito del Área Metropolitana de Washington. La estación se encuentra localizada en 6880 Frontier Drive en Springfield, Virginia. La estación Franconia–Springfield fue inaugurada el 29 de junio de 1997. 

## Descripción
La estación Franconia–Springfield cuenta con 1 plataforma central y 2 plataformas laterales. La estación también cuenta con 5,069 de espacios de aparcamiento y 36 espacios para bicicletas con 20 casilleros.

## Conexiones
La estación cuenta con las siguientes conexiones de autobuses: 
- Rutas del MetroBus